# Lars Niclas Mellquist
Lars Niclas Mellquist, född 14 juni 1805 i Uddevalla, död 3 september 1884 i Halmstad, var en svensk präst.
Mellquist, som var son till en handlande, blev student vid Lunds universitet 1823 och prästvigdes 1829 i Storkyrkan i Stockholm. År 1830 kom han till Halmstads församling och tjänstgjorde under några månader som kyrkoadjunkt under den dåvarande kyrkoherden, prosten Eric Daniel Kidron. Samma år förordnades Mellquist till vice rektor vid Tyska skolan (Kristine församlings skola) i Göteborg och utnämndes 1832 till kollega vid latinskolan i Halmstad, vilken befattning han dock ej tillträdde, utan tjänstgjorde i stället som lärare i Göteborg, där han blev apologist 1834. Två år senare återkom han till Halmstad, utnämnd till rektor för därvarande skola. År 1847 blev han kyrkoherde i Halmstads, Övraby och Holms församlingar som efterträdare till Kidron. Mellquist ivrade för folkskoleväsendets utveckling och det var till stor del hans förtjänst att stadens latinskola utvecklades till ett fullständigt högre läroverk. Han blev prost över de egna församlingarna 1853 och var ledamot av Sveriges ståndsriksdag för prästeståndet 1856 och 1862.